# 数学基础
数学上，数学基础（英語：foundations of mathematics）一词有时候用于数学的特定领域，例如数理逻辑，公理化集合论，证明论，模型论，和递归论（可計算性理論）。但是寻求数学的基础也是数学哲学的中心问题：在什么终极基础上命题可以称为“真”?
目前占统治地位的数学典範思想是基于公理化集合论和形式逻辑的。實際上，幾乎所有现在的数学定理都可以表述為集合论下的定理。在这个观点下，所謂数学命题的真实性，不过就是该命题可以从集合论公理使用形式逻辑推导出来。
这个形式化的方法不能解释一些问题：为什么我们應沿用现行的公理而不是別的，为什么我们應沿用现行的逻辑规则而不是別的，为什么「真」数学命题（例如，算術領域的皮亚诺公理）在物理世界中似乎是真的。这被尤金·维格纳在1960年叫做“数学在自然科学中无理由的有效性”（The unreasonable effectiveness of mathematics in the natural sciences）。
在數學實在論（有时也叫柏拉图主义）中，独立于人类的数学对象的世界的存在性被作为一个基本假设；这些对象的真实性由人类「发现」。在这种观点下，自然定律和数学定律有類似的地位，因此"有效性"不再"无理由"。不是我们的公理，而是数学对象的真实世界构成了數學基础。但，显然的问题在于，我们如何接触这个世界？
一些数学哲学的现代理论不承认這種數學基础的存在性。有些理论倾向于專注数学实践，並試圖把数学家的实際工作視為一種社會群體來作描述和分析。也有理論试图创造一个数学认知科学，把数学在"现实世界"中的可靠性歸結為人類的認知。这些理论建议只在人类的思考中找到基础，